# Kosel
Kosel (på dansk findes også den ældre form Koslev) er en landsby og kommune beliggende ved foden af halvøen Svans syd for Slien i det østlige Sydslesvig. Administrativt hører kommunen under Rendsborg-Egernførde kreds i den nordtyske delstat Slesvig-Holsten. Kommunen samarbejder på administrativt plan med andre kommuner i omegnen i Slien-Østersøen kommunefællesskab (Amt Schlei-Ostsee). Kosel er sogneby i Kosel Sogn (Koslev Sogn). Sognet lå i dels i Risby Herred (≈senere Svans Adelige Distrikt) og dels i Hytten Herred (Slesvig), da området var dansk.
Kommunen omfatter ved siden af Kosel by også Bonert (også Bonum, Bohnert) med Kelkjær (Kehlkahr) og Hylsen (Hülsen), Eskildsmark (også Eskilsmark, på tysk Eschelsmark), Lundsgaard (Lundshof), Mysunde (Missunde), Ornum og Vesby (Weseby) med Skylbæk (Schoolbek). 
Der er flere søer og nore omkring Kosel såsom Kolsø, Bulsø og Langsø samt Ornum Nor og Mysunde Nor. Koslev Å (Koseler Au) og Pugdam Å (Pukdammer Au) danner på en strækning kommunegrænsen til Gammelby.

## Kosel / Koslev
Kosel / Koslev er en af de ældste byer i landsdelen. Arkæologiske udgravninger i 1970erne afslørede to bopladser fra vikingetiden med cirka 50 grubehuse, rester af en boplads fra jernalderen og et større gravfelt. Kosel var altså allerede beboet i folkevandringstiden. I vikingetiden stod byen i forbindelse med handelscentret Hedeby. Få kilometer syd for byen findes resterne af Dannevirkes Østervold. Byens romanske landsbykirke er en af de få bevarede rundtårnkirker i Tyskland. Stednavnet er sammensat af ko og -lev (oldnordisk leifð), det første led henviser til mandenavn Ko, det andet led betyder efterladenskab eller arv.

## Vesby
Vesby (på dansk sommetider også Veseby, tysk Weseby) blev første gang nævnt i 1462 som Wesebu. Stednavnet henviser til et sumpområde (oldnordisk veisa, olddansk wesa). Lidt øst for Vesby ligger udflytterstedet Skylbæk (Schoolbek) og Langsø (Langsee). Landtungen nord for Vesby kaldes for Kilfod. Her lå den forhenværende fæstning Kil.

## Mysunde
Landsbyen Mysunde (på tysk Missunde) er beliggende mellem Sliens hovedarm og Mysunde Nor. Den blev første gang nævnt i 1100-tallet vom Versund. Sundet og landsbyen hed tidligere også Mjøsund og beskriver en smal sund eller fjord (oldansk mjø for smal, sml. oldnordisk mjōkka).
1848 og 1864 kom det ved Mysunde til kamphandlinger mellem danske og tyske tropper.

## Bonert
Landsbyen Bonert (på tysk Bohnert) er beliggende nord for Mysunde. Stednavnet betyder blank eller hvid (sml. germ. *bon). I nærheden af Bonert ligger den forhenværende Kongsborg, højen Buborg, den lille halvø Den mørke Stjerne (Finsterstern), boområder Kelkjær (Kehlkahr) og Bonertmark (Bohnertfeld) samt sommerhusområde Hylsen (Hülsen). Nord for Bonertmark ved grænsen til Risby kommune ligger halvøen Hagehoved (Hakenhöft)

## Eskildsmark
Mellem Bonert og Sønderby ligger bebyggelsen Eskildsmark, som går tilbage til godset Eskildsmark (også Eskilsmark, på tysk Eschelsmark). Godset blev grundlagt i 1600-tallet. Selve stedbetegnelse er dog ældre. Stednavnet blev første gang nævnt i 1462 og henviser til personnavnet Eskil (oldnordisk Áskell, som er afledt af askr ≈ ask).

## Ornum
Ornum med Ornum Mølle (Ornum Mühle) og Ornumholt/Ornumskov (Ornumholz) er beliggende halvvejs mellem Kosel og Bonert syd for Ornum Nor. Stednavnet er første gang dokumenteret i 1462. Ornum var oprindelig en landsby, som omkring 1530 blev omdannet til et gods. Senere blev godset mejerigård under Eskildsmark. Stednavnet betegner et stykke jord, som fra gammel tid har været udtaget fra den almindelige fælles bymark (af oldnordisk ór eller olddansk or ≈ fra og oldnordisk nema ≈ tage, sml. Jyske Lov).

## Billeder
- Kirkerummet i Kosel.
- Jagtsten med Christian 7. navnetræk på, ved landevejen mellem Kosel og Bonert.
- Vejen i Skylbæk
- Vesby ved Sliens Store Bredning
- Mysunde Skov
- Ornum Nor med forbindelse til Slien.
- Badested ved Bulsøen